# Dance Dance Dance (Spagna)
Dance Dance Dance è il terzo singolo della cantante Ivana Spagna, pubblicato su 45 giri dall'etichetta discografica CBS nel 1987, estratto dall'album Dedicated to the Moon dello stesso anno.

## Successo e classifiche
Rispetto a Easy Lady e Call Me, i due precedenti singoli dell'artista, il disco ottiene un successo inferiore fuori dall'Italia, dove invece raggiunge la top ten e vince il Festivalbar 1987, manifestazione nella quale viene presentato insieme a Call Me e a Dedicated to the Moon, brano che dà anche il titolo al primo album di Spagna.
| Classifica (1987) |                      | Posizione massima | Settimane in classifica |
| ----------------- | -------------------- | ----------------- | ----------------------- |
| Italia(*)         | Italia (bandiera)    | 4                 | 11                      |
| Finlandia         | Finlandia (bandiera) | 18                | —                       |
| Svizzera          | Svizzera (bandiera)  | 22                | 4                       |
| Germania          | Germania (bandiera)  | 27                | 8                       |
| Francia           | Francia (bandiera)   | 38                | 5                       |

(*) Rimane nella classifica dei dischi più venduti in Italia dal 1º agosto al 10 ottobre 1987 e continuativamente nei primi dieci dalla fine di agosto alla fine di settembre (5 settimane), risultando il 60° singolo più venduto del 1987. Curiosamente, nelle prime due settimane di permanenza in classifica, scambia le posizioni 19 e poi 18 proprio con l'uscente Call Me.

## Tracce
7" singolo (CBS 651034 7, 997 6 51034 7)

Lato A
1. Dance Dance Dance – 4:38 (Ivana Spagna, Giorgio Spagna, Alfredo Pignagnoli)

Lato B
1. Dance Dance Dance (instrumental) – 4:40

12" Maxi singolo (CBS 650911 6, 997 6 50911 6)

Lato A
1. Dance Dance Dance (special/extended version) – 6:20

Lato B: stesse tracce del singolo 7".
La durata della versione sull'album Dedicated to the Moon è 4:15.